# Johanna Davidsson
Johanna Davidsson, född 11 december 1983, är en svensk äventyrare.
Som äventyrare har Davidsson slagit flera rekord. I december 2016 nådde hon Sydpolen som första svenska solokvinna, snabbaste svensk och som snabbaste kvinnan i världen. Hon skidade till Sydpolen utan assistans eller support på 38 dagar, 23 timmar och 5 minuter. Johanna Davidsson återvände sedan till startpunkten Hercules Inlet vid kusten med kite och blev då även den första svensk som tog sig fram och tillbaka. Med totalt 56 dagar blev hennes tur- och returexpedition den snabbaste som hade gjorts.
Johanna Davidsson fick den svenska utmärkelsen Årets kvinnliga äventyrare 2016 och den norska utmärkelsen The Shackleton Award 2017 för sin Sydpolsexpedition. 
År 2014 skidade och kitade Johanna Davidsson och hennes äldre syster Caroline Davidsson över Grönland, från Narsaq i söder till Qaanaaq i norr, på 36 dagar. Systrarna blev de första svenskarna som hade korsat Grönland på längden och fick tillsammans utmärkelsen Årets kvinnliga äventyrare 2014.
År 2018 släppte hon den illustrerade biografin Solo Sister – vägen till Sydpolen, skriven tillsammans med Hanna Mi Jakobson.
Johanna Davidsson var en av deltagarna i SVT:s underhållningsprogram Mästarnas mästare 2024.
Förutom äventyrandet och föreläsandet arbetar Johanna Davidsson som sjuksköterska i Tromsö i Norge.